# مارتن روث (فنان)
مارتن روث (بالألمانية: Martin Roth)‏ هو فنان نمساوي، ولد في 1977، وتوفي في 14 يونيو 2019.

## وصلات خارجية
- الموقع الرسمي